# Brutality
A Brutality amerikai death metal együttes volt.

## Története
1986-ban alakultak a floridai Tampában Abomination néven, ezen a néven egy demót adtak ki. Két évvel később Brutality-re változtatták a nevüket,  és kiadták második demójukat. Abban az időben a felállás a következő volt: Scott Riegel - ének, Jay Fernandez - gitár, Don Gates - gitár, Jeff Acres - ének, basszusgitár és Jim Coker - dob. Harmadik demójuk 1990-ben jelent meg, egy évvel később a negyedik demójuk is megjelent a Wild Rags Records-nál. Ezt követően szerződést kötöttek a Nuclear Blast kiadóval. 1992-ben egy EP-t adtak ki, első nagylemezük egy évvel később jelent meg. Második albumuk 1994-ben jelent meg az Egyesült Államokban, és 1995-ben Európában. Bryan Hipp gitáros ez album idején csatlakozott a zenekarhoz, ezután Dana Walsh és Pete Sykes gitárosok csatlakoztak az együtteshez. Harmadik albumuk már velük jelent meg. A zenekar 1997-ben feloszlott.
2008-ban a lengyel Metal Mind Productions mind a három lemezüket kiadta újrakevert formában. 2012-ben alakult újjá az együttes, a negyedik nagylemeze pedig 2016-ban jelent meg, Európában 2017-ben került piacra. 2020-ban másodszor is feloszlottak.

## Diszkográfia
Stúdióalbumok
- Screams of Anguish (1993)
- When the Sky Turns Black (1994)
- In Mourning (1996)
- Ruins of Humans (EP, 2013)
- Sea of Ignorance (2016)

Válogatások
- The Demos (box set, 2011)
- Orchestrated Devastation The Best Of  (válogatáslemez, 2014)

Demók
- Abomination (demo, 1987)
- Brutality (demo, 1988)
- Dimension Demented (demo, 1990)
- Metamorphosis (demo, 1991)
- Brutality 1992 (demo, 1992)
- Demo 2003 (2003)

## Tagok
- Jeff Acres – ének, basszusgitár
- Scott Riegel – ének
- Jay Fernandez – gitár
- Ruston Grosse– dob

Korábbi tagok
- Bryan Hipp – gitár (1993–1995)
- Dana Walsh – gitár (1995–1997)
- Pete Sykes – gitár (1996–1997)
- Larry Sapp – gitár, ének (1986–1991)
- Donnie Yanson – dob (1986–1987)
- Kenny "Foz" Karg – dob (1987–1988)
- Bill Benson – gitár (1987)
- Tim Mitchell – gitár (1988)
- Don Gates - gitár (1988)
- Jim Coker - dob (1988)
- Angelo Duca - dob (2008)
- Demian Heftel - gitár (2008)